# Схиплёйден
Схиплёйден (нидерл. Schipluiden) — город в Нидерландах, административный центр общины Мидден-Делфланд. До 1 января 2004 года был центром общины Схиплёйден, которая затем вместе с общиной Маасланд была объединена в Мидден-Делфланд.
Название «Схипледа» встречается с XI века и является производным от реки Леде (нидерл. Leede), протекавшей и судоходной в районе города. В 1450 году в письме герцога Филиппа Бургундского впервые упоминается название Схиплёйден.

## География
Схиплёйден находится юго-западнее Делфта, на крупном канале, соединяющем Делфт, Маасланд и Мааслёйс.

## История

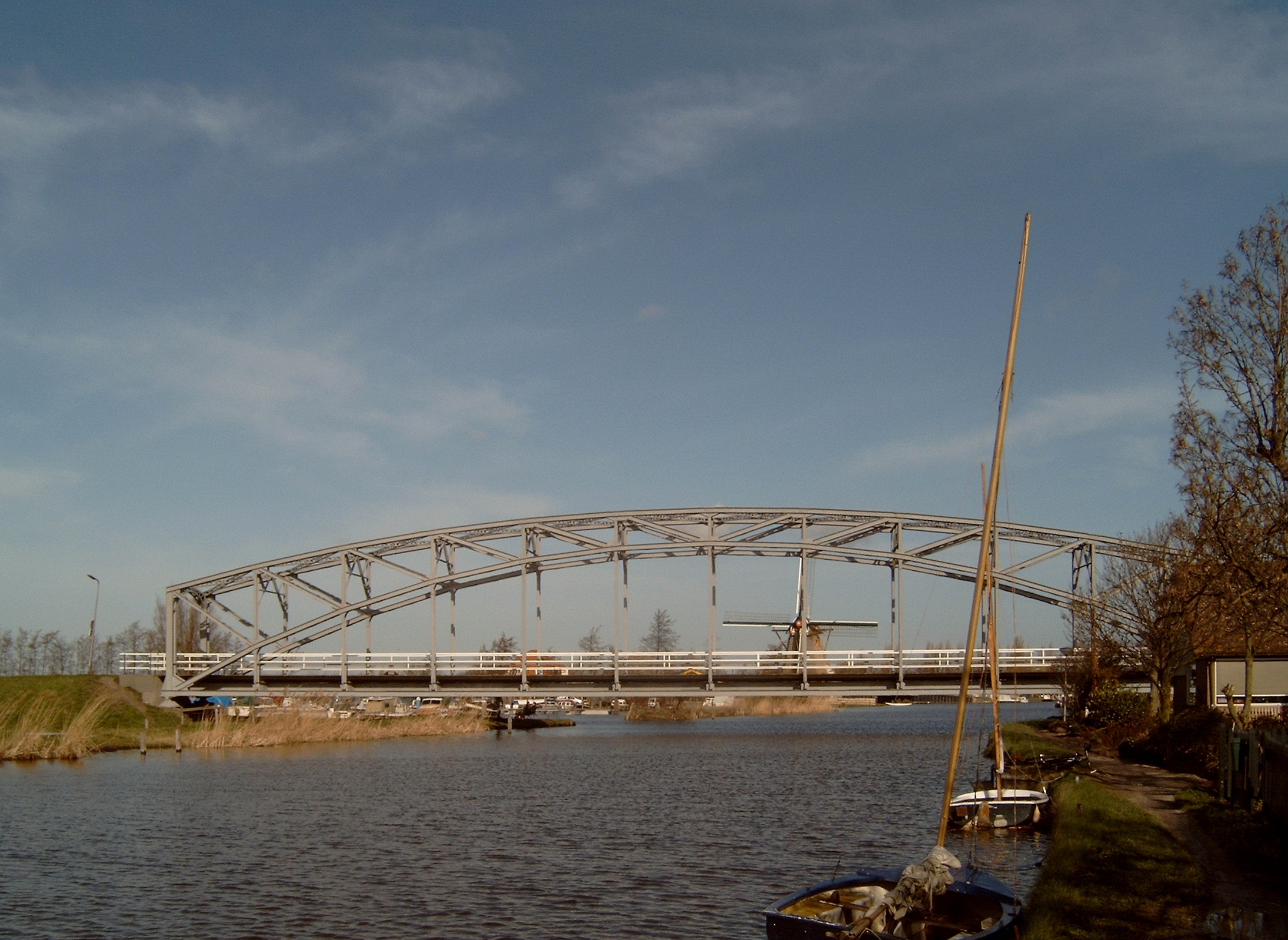
Бывший трамвайный мост в Схиплёйдене

Схиплёйден первоначально состоял из семи мелких феодальных владений, некоторые из которых сохранились до сих пор как отдельно стоящие деревни: Дорп (Dorp), Синт-Мартенсрехт (St. Maartensrecht), Ваудт (‘t Woudt), Груневелд (Groeneveld), Хоф-ван-Делфт (Hof van Delft), Ходенпейл (Hodenpijl) en Заутевен (Zouteveen). Каждое из владений имело собственное управление, кроме того, они вынуждены были совместно заниматься откачиванием воды с территорий, расположенных ниже уровня моря (польдеров). Для координации управления полдерами существовал специальный орган, возглавляемый начальником мельниц (нидерл. molenmeester) и представителей каждого владения. Территория, на которой сейчас находится Схиплёйден, из-за большого количества каналов мало подходила для сухопутного передвижения, и население в основном передвигалось на лодках. Схиплёйден возник как место, где население этих владений могло платить налоги, заключать браки и хоронить умерших. В 1561 году в деревне существовало около сорока домов.
28 августа 1616 года в Схиплёйдене произошёл большой пожар, в частности, уничтоживший церковь. Благодаря пожертвованиям и налоговым льготам деревня смогла быстро восстановиться, и в 1632 году в Схиплёйдене насчитывалось уже около семидесяти домов. Город существовал за счёт сельского хозяйства, и до конца XIX века основным транспортным средством оставались суда. В частности, все сельскохозяйственные продукты вывозились на кораблях.
В деревне Дорп до 1798 года существовал замок Кененбюрг, считавшийся одной из основных достопримечательностей Схиплёйдена. Замок принадлежал семье ван Дорп. В настоящее время часть ограды замка восстановлена на старом фундаменте.
В XIX—XX веках постепенно складывалась община Схиплёйден. В 1819 году Схиплёйден объединился с общиной Ваудт, в 1855 — с общинами Ходенпеёл и Синт-Мартенсрехт, в 1921 — Хоф-ван-Делфт, в 1941 — Влардингерамбахт (Vlaardingerambacht). В середине XX веке Схиплёйден состоял из трёх посёлков — собственно Схиплёйден, Ваудт и ден-Хорн.
В 1912 году компания Westlandsche Stoomtramweg Maatschappij, построившая трамвайную сеть южнее Гааги, проложила линию парового трамвая из Делфта через Схиплёйден в Маасланд. Линия существовала до 1968 года и была закрыта последней из всей огромной системы. От линии в Схиплёйдене остался бывший трамвайный мост через канал (ныне пешеходный) и здание трамвайной станции, ныне функционирующее как музей.
Бывшая в 2000-е годы бургомистром Схиплёйдена Марья ван Бейстервелдт сделала удачную политическую карьеру, занимая в дальнейшем посты председателя партии Христианско-демократический призыв и министра образования.